# Jean Racine
Jean Racine (n. 22 decembrie 1639 la La Ferté-Milon, azi în departamentul Aisne, Franța – d. 21 aprilie 1699 la Paris, Franța) a fost un dramaturg francez.

## Date biografice
S-a născut într-o familie de mici funcționari. Orfan la 4 ani, mama sa murind în anul 1641 iar tatăl său în 1643, el a fost crescut de bunicii săi acasă până la moartea bunicului său în 1649. Cu bunica sa s-a mutat la mănăstirea din Port Royal. Această serie de întâmplări nefericite i-a permis însă să primească o educație aleasă jansenistă (curent moral al secolului al XVII-lea care a culminat la sfârșitul secolului, și care consta în relația dintre liberul arbitru al omului și grația eficace promovată de biserica Calvinistă. Apare și în opera Fedra: "Creștin care a încălcat grația...") care nu era permisă în școli. A acumulat o cultură vastă, incluzând literatura, și în special învățarea limbilor greacă și latină.
Vârsta de 18 ani îl găsește pe Racine orfan și sărac, dar cu o cultură vastă și cu o serie de relații în rândul Janseiștilor. A studiat filozofia în liceul Harcourt. Acum scrie primele poezii. Ca un prim pas el încearcă să concilieze aspirațiile literare și cariera ecleziastică, dar în final, după un eșec în cariera ecleziastică, s-a devotat în întregime literaturii.
În 1664 a fost introdus curții regale, scriind un poem în care îl lăuda pe Ludovic al XIV-lea. Apoi a jucat într-o piesa de Molière, în acelasi an, însa fără prea mare succes.
În 1665 l-a jucat pe Alexandru cel Mare, care a fost primul său succes.
Racine publică două pamflete împotriva mănăstirii din Port Royal, și în special a fostei sale profesoare, care se opunea carierei sale teatrale.
Imensul succes al tragediei Andromaca (1667), jucată sub protectia Doamnei Henriette a Angliei îi asigură reputația lui Racine. După o singură comedie, "Apărătorii", în 1668, revine permanent la tragedii și scrie Britannicus (1669), Bérénice (1670), Ifigenia (1674) și Fedra (1677).
Zdruncinat de critici, Racine renunță la teatru, în ciuda succesului capodoperei sale, Fedra. Membru al Academiei Franceze încă din 1673, Racine a fost înălțat la rang de cavaler în 1690. Este de asemenea trezorier al Franței, funcție care îi aduce venituri considerabile. De asemenea este numit historiograf al regelui în 1677. Racine decide să se așeze la casa lui iar soția sa Catherine de Romanet îi dăruiește 7 copii. Însa căsătoria sa a fost una din interes.
La cererea Damei de Maintenon scrie tragediile biblice Esthera (1689) și Athalia (1691). La acea vreme Racine era tot împotriva teatrului, dar considera aceste piese ca opere pedagogice și poetice.
Racine a murit în anul 1699 la Paris în urma unei tumori. La cererea sa, a fost înmormântat în Port Royal, dar după distrugerea localității, rămășițele sale pământești au fost mutate la biserica Saint-Etienne-du-Mont din Paris.

## Stil
Teatrul lui Racine a zugrăvit pasiunea ca o forță fatală ce îl distruge pe cel care o poseda. Găsim aici teoriile janseniste: fie omul primește grația divină, fie este fără griji, nimic nu îi poate schimba destinul, este condamnat din naștere. Realizând idealul tragediei clasice, teatrul racinian are trăsături simple, clare, cu aventuri născute din aceeași pasiune a personajelor.
Tragediile păgâne (fără Esthera și Athalia) prezintă un cuplu de tineri inocenți, atât unite, cât și despărțite de o iubire imposibilă, deoarece femeia este dominată de rege (Andromaca, Britannicus, Bajazet, Mithridates), sau deoarece face parte dintr-un clan rival (Aricie din Fedra). Rivalitatea este adesea dublată de o rivalitate politică, pe care însă Racine nu insistă.
În acest cadru aristocratic, care de la Bajazet devine un loc comun de pretext pentru nașterea unei crize, personajele află că regele este ori mort, ori învins, astfel simțindu-se libere să își dezvăluie pasiunile. Dar, informația este foarte repede negată. Întoarcerea regelui pune personajele în fața greșelilor lor și îi împinge, depinzând de natura sufletului, să regrete, sau să pună capăt rebeliunii lor.
Seriile neîntrerupte de capodopere ale lui Racine (Andromaca, Britannicus, Bérénice, Bajazet, Fedra, Mithridate) se compun din tragedii având ca temă dragostea. În aceste tragedii este vorba despre dragostea senzuală în forma sa extremă. Tragedia sa a suscitat o mare admirație și a creat o cultură a pasiunii, pregătită deja de Corneille și romanul de dragoste. Pasiunile descrise în tragediile raciniene ating o intensitate pe care nu o mai întâlnim decât la el. Violenței sentimentelor îi corespunde o limbă de o deosebită eleganță și armonie. Tragediile sale, cu acțiune mai simplă și evenimente mai puține, interesează, mai ales, prin viața interioară a eroilor. În teatrul lui Corneille apar personaje pline de curaj, voluntare, capabile de eroism; la Racine se impun tipurile feminine, capabile de pasiuni devastatoare. Prin operele lui Corneille și Racine, tragedia s-a impus ca gen major al clasicismului modern.

## Opere
- Tebaida (1664), tragedie în cinci acte în versuri
- Alexandru cel Mare (1665), tragedie în cinci acte în versuri
- Andromaca (1667), tragedie în cinci acte în versuri
- Les Plaideurs (noiembrie 1668), comedie în trei acte în versuri
- Britannicus (1669), tragedie în cinci acte în versuri
- Bérénice (1670), tragedie în cinci acte în versuri
- Bajazet (1672), tragedie în cinci acte în versuri
- Mitridate (1673), tragedie în cinci acte în versuri
- Iphigénie (1674), tragedie în cinci acte în versuri
- Phèdre (1677), tragedie în cinci acte în versuri
- Esther (1689), tragedie în cinci acte în versuri
- Athalia (1691), tragedie în cinci acte în versuri

## Vezi și
- Listă de dramaturgi francezi
- Listă de piese de teatru franceze